# Max Bauer (mineralog)
Max Bauer, född 13 september 1844 i Gnadenthal, Schwäbisch Hall i Württemberg, död 4 november 1917 i Marburg, var en tysk mineralog.
Bauer blev privatdocent 1871 i Göttingen och 1872 i Berlin, professor i mineralogi och geologi 1875 vid universitetet i Königsberg och i mineralogi och petrografi 1884 i Marburg. Från 1885 var han medredaktör och senare huvudredaktör för "Neues Jahrbuch für Mineralogie, Geologie und Paläontologie". Han ägnade sig huvudsakligen åt speciell och fysisk mineralogi, särskilt åt ädelstenarna. Bland hans arbeten märks Handbuch der Edelsteinskunde (andra upplagan 1909).